# Die Frau aus der Tiefe
Die Frau aus der Tiefe (Originaltitel: Camille of the Barbary Coast) ist ein US-amerikanisches Stummfilmdrama aus dem Jahr 1925 von Hugh Dierker mit Mae Busch und Owen Moore in den Hauptrollen. Das Drehbuch basiert auf der Kurzgeschichte The Overcoat von Forrest Halsey.

## Handlung
Einer Frau zuliebe verbüßt Robert Morton eine Gefängnisstrafe und wird von seinem Vater Henry enterbt. Nach einigen Jahren wird er freigelassen und kommt nach San Francisco, wo er in einer Bar an der Barbary Coast Camille Balishaw kennenlernt. Sie bietet Robert Unterschlupf und hilft ihm bei seiner Rehabilitation, aber seine Gefängnisakte hindert ihn daran, einer Arbeit nachzugehen. 
Nachdem Camille und Robert geheiratet haben, findet er eine neue Arbeit und gewinnt allmählich seine Selbstachtung zurück. Henry ändert seine Meinung und sucht Robert auf, um ihn zu bitten, nach Hause zurückzukehren, aber ohne Camille. Robert bleibt seiner Frau treu und zwingt Henry zum Nachgeben, als er die Tiefe ihrer Liebe erkennt.

## Hintergrund
Am 2. Mai 1925 wurde berichtet, dass die Hauptdreharbeiten in den Tec-Art Studios in New York City im Gange seien, mit Mae Busch in der Hauptrolle. Die Produktion wurde später im selben Monat in den nahegelegenen Cosmopolitan Studios abgeschlossen.

## Veröffentlichung
Die Premiere des Films fand am 1. November 1925 statt. 1926 kam er in Österreich in die Kinos. 